# Red Ensign canadien
 (septembre 2023).
Si vous disposez d'ouvrages ou d'articles de référence ou si vous connaissez des sites web de qualité traitant du thème abordé ici, merci de compléter l'article en donnant les références utiles à sa vérifiabilité et en les liant à la section « Notes et références ».
 (septembre 2023).

Le Red Ensign canadien, dans sa version utilisée de 1957 à 1965.

Le Red Ensign canadien est l'ancien drapeau du Canada, bien qu'il n'ait jamais été officiellement adopté par le Parlement du Canada. Il s'agit d'un Red Ensign britannique, avec l'Union Jack dans le canton et l'écu des armoiries du Canada dans le battant.

## Historique

Le Red Ensign utilisé de 1868 à 1921.

Le Red Ensign utilisé de 1921 à 1957.

Le Red Ensign est utilisé dès 1868 sur une base informelle. À partir de 1892, il devient le drapeau officiel pour la marine marchande canadienne, bien que le drapeau national officiel sur terre soit le drapeau du Royaume-Uni. Bien qu'il n'ait aucun statut officiel, le Red Ensign commence à être grandement utilisé sur terre également, et flotte sur les édifices du Parlement jusqu'en 1904, quand il est remplacé par l’Union Jack. Le Red Ensign canadien original avait les armoiries des quatre provinces fondatrices sur son écu. En 1922, l'écu des armoiries du Canada remplace les armoiries provinciales. En 1924, le Red Ensign est approuvé pour utilisation sur les édifices du gouvernement canadien à l'étranger, et en 1945 le drapeau est officiellement approuvé pour usage sur les édifices gouvernementaux au Canada également, flottant à nouveau sur le parlement.
Le Red Ensign sert jusqu'en 1965 lorsqu'il est remplacé par l'unifolié. Le drapeau a porté des formes variées de l'écu des armoiries du Canada au cours de la durée de son utilisation. L'image en haut de cet article montre la forme officielle entre 1957 et 1965. Un Blue Ensign, portant également l'écu des armoiries canadiennes, était le drapeau utilisé par la marine royale canadienne et par les vaisseaux appartenant au gouvernement canadien jusqu'en 1965. De 1865 jusqu'à la confédération canadienne en 1867, la province du Canada pouvait en théorie avoir également un Blue Ensign, mais il n'existe pas de preuves montrant qu'un tel drapeau ait jamais été utilisé.

## Autres

Le drapeau de l'Ontario est un Red Ensign.

Le drapeau du Manitoba.

Aujourd'hui, deux drapeaux provinciaux canadiens sont des Red Ensigns, soit le drapeau de l'Ontario et le drapeau du Manitoba, qui furent tous deux introduits lorsque le Red Ensign canadien a été remplacé par l'unifolié. Le gouvernement libéral de Lester Pearson avait promis d'introduire un nouveau drapeau pour remplacer le Red Ensign comme moyen de promouvoir l'unité nationale et une identité canadienne, en remplaçant ce qui était perçu comme un symbole de l'Empire britannique et du colonialisme par un symbole qui inclurait tous les canadiens de souche autre que britannique, en particulier les Canadiens français. En 1965, après le grand débat sur le drapeau au Parlement et à travers tout le pays, l'unifolié fut adopté. Des groupes comme la Légion royale canadienne et d'autres qui désiraient maintenir les liens historiques du Canada avec la Grande-Bretagne s'opposaient au nouveau drapeau, y voyant un moyen de fragiliser cette connexion. Le chef du Parti progressiste-conservateur du Canada, John Diefenbaker, était particulièrement passionné dans sa défense du Red Ensign. En guise de protestation contre la décision du gouvernement fédéral, les gouvernements conservateurs au Manitoba et en Ontario adoptèrent le Red Ensign comme drapeaux provinciaux.

## Usage moderne
Le Red Ensign canadien continue à être utilisé par certains Canadiens, particulièrement les monarchistes, traditionalistes et d'autres qui chérissent l'héritage britannique du Canada. Le Red Ensign canadien est toujours utilisé (aux côtés de l'unifolié) dans certains locaux de la Légion royale canadienne, ainsi que par plusieurs Canadiens à titre individuel, surtout dans les parties du pays peuplé par les descendants des loyalistes. La plupart des personnes utilisant aujourd'hui le Red Ensign canadien acceptent toutefois également l'unifolié ; ni la Légion royale canadienne ni aucun autre groupe traditionaliste ne revendique le retour du Red Ensign en tant que drapeau national officiel.
Récemment, plusieurs groupes de droite au Canada, surtout ceux affiliés avec Paul Fromm (en), ont tenté de s'approprier le Red Ensign canadien comme symbole de leur mouvement pour mettre l'accent sur ce qu'ils considèrent comme leur adhésion aux valeurs canadiennes traditionnelles. Les groupes de Fromm, ainsi que d'autres groupes de suprématie blanche comme la Canadian Heritage Alliance (en), revendiquent la ré-adoption du Red Ensign en tant que drapeau national canadien.
Certains blogueurs canadiens ont ajouté le Red Ensign à leur blogue, souvent afin de symboliser leur conservatisme ou leur traditionalisme.